# توماس براون (تیرانداز ورزشی)
توماس براون (انگلیسی: Thomas Brown; ۲ فوریهٔ ۱۸۸۵ – ۴ نوامبر ۱۹۵۰) ورزشکار اهل ایالات متحده آمریکا بود.
وی در مسابقات کشوری و بین‌المللی در مجموع برندهٔ ۱ مدال نقره، ۱ مدال برنز شده‌است.